# Excitação
Excitação é o estado fisiológico e psicológico de ser acordado ou de órgãos dos sentidos estimulados a um ponto de percepção. Envolve a ativação do sistema ativador reticular ascendente (SARA) no cérebro, que medeia a vigília, o sistema nervoso autônomo e o sistema endócrino, levando ao aumento da frequência cardíaca e da pressão arterial e uma condição de alerta sensorial, desejo, mobilidade e prontidão para responder.
A excitação é mediada por vários sistemas neurais. A vigília é regulada pelo SARA, que é composto por projeções dos cinco principais sistemas de neurotransmissores que se originam no tronco encefálico e formam conexões que se estendem por todo o córtex; a atividade dentro do SARA é regulada por neurônios que liberam os neurotransmissores acetilcolina, norepinefrina, dopamina, histamina e serotonina. A ativação desses neurônios produz um aumento na atividade cortical e, posteriormente, no estado de alerta.
A excitação é importante na regulação da consciência, atenção, estado de alerta e processamento de informações. É crucial para motivar certos comportamentos, como a mobilidade, a busca de nutrição, a resposta de luta ou fuga e atividade sexual (a fase de excitação do ciclo de resposta sexual humana de Masters e Johnson). Ele tem significado dentro da emoção e foi incluído em teorias como a teoria da emoção de James-Lange. De acordo com Hans Eysenck, as diferenças no nível de excitação inicial levam as pessoas a serem extrovertidos ou introvertidos.
A lei de Yerkes-Dodson afirma que existe um nível ideal de excitação para o desempenho, e muito pouca ou muita excitação pode afetar adversamente o desempenho da tarefa. Uma interpretação da Lei de Yerkes-Dodson é a hipótese de utilização de pistas de Easterbrook. Easterbrook afirma que um aumento de excitação diminui o número.

## Importância
A excitação é importante na regulação da consciência, atenção e processamento de informações. É crucial para motivar certos comportamentos, como mobilidade, busca de nutrição, resposta de luta ou fuga e atividade sexual (veja o ciclo de resposta sexual humana de Masters e Johnson, onde é conhecido como fase de excitação). A excitação também é um elemento essencial em muitas teorias influentes da emoção, como a teoria da emoção de James-Lange ou o Modelo Circumplex. De acordo com Hans Eysenck, as diferenças no nível de excitação inicial levam as pessoas a serem extrovertidas ou introvertidas. Pesquisas posteriores sugerem que extrovertidos e introvertidos provavelmente têm diferentes excitações. Seu nível de excitação inicial é o mesmo, mas a resposta à estimulação é diferente.
A lei de Yerkes-Dodson afirma que existe uma relação entre a excitação e o desempenho da tarefa, argumentando essencialmente que há um nível ideal de excitação para o desempenho, e muito pouca ou muita excitação pode afetar negativamente o desempenho da tarefa. Uma interpretação da lei de Yerkes-Dodson é a teoria de utilização de pistas de Easterbrook. Ele previu que altos níveis de excitação levariam ao estreitamento da atenção, durante o qual a gama de pistas do estímulo e do ambiente diminui. De acordo com essa hipótese, a atenção será focada principalmente nos detalhes de excitação (pistas) do estímulo, de modo que a informação central para a fonte da excitação emocional será codificada, enquanto os detalhes periféricos não.
Na psicologia positiva, a excitação é descrita como uma resposta a um desafio difícil para o qual o sujeito possui habilidades moderadas.